# Nuno Craveiro Lopes
Nuno Craveiro Lopes (Lisboa, 1921 – Lourenço Marques, Moçambique, 1972) foi um arquitecto português.
Filho de Francisco Higino Craveiro Lopes, Marechal da Força Aérea e Presidente da República Portuguesa, e de Berta da Costa Ribeiro Artur, casou-se com Helena Albertina da Silveira Pinto da França, de quem teve três filhos.

## Biografia
Fez o serviço militar na Escola de Aviação Militar em Sintra, sendo promovido a Alferes Miliciano (1941).
Completou o curso de Arquitectura na Escola de Belas Artes de Lisboa no ano de 1945.
Milita no MUD Juvenil a partir de Julho de 1946, fazendo parte da Comissão de Escola do MUD Juvenil da EBAL que vai congregar nomes como Francisco Castro Rodrigues, José Dias Coelho, João Abel Manta, Lima de Freitas, António Alfredo, M. Emília Cabrita, Jorge Vieira, Bartolomeu Cid dos Santos, José Croft de Moura, Sena da Silva, Arnaldo Louro de Almeida, Margarida Tengarrinha, Cecília Ferreira Alves, Tomás de Figueiredo, Raul Hestnes Ferreira, Augusto Sobral, e muitos outros.
Em 1947-48 o Governo desencadeia forte repressão e prende a Comissão Central e muitos outros jovens apoiantes. Mais tarde João Abel Manta também é preso em Caxias. Dias Coelho e Nuno Craveiro Lopes, são dos mais activos nos protestos junto à sede da polícia política e lideram uma recolha de assinaturas de protesto.
Esteve no Serviço de Obras Militares e na sua especialidade de arquitecto, colaborou na construção do Campo Militar de Santa Margarida.
Executou algumas urbanizações em Lisboa, entre as quais um conjunto de edifícios na Avenida do Brasil, frente ao Hospital Júlio de Matos.
Esteve em vários países africanos a estudar urbanizações tropicais antes de ser colocado em Lourenço Marques como Chefe do Gabinete de Urbanização das Obras Públicas de Moçambique (1952).
Entre várias obras que ali executou é de salientar a igreja de Santo António da Polana, trabalho de grande inovação para a época, que ficou a atestar para sempre a sua memória. Em Angola foi ainda o autor do projecto de arquitectura da Barragem de Cambambe.
Conta-se a propósito da igreja de Sto António da Polana, que apesar de não ter cobrado honorários pelo seu trabalho à ordem dos Franciscanos, congregação religiosa que o contratou para projectar e acompanhar a construção da igreja, os padres desvirtuaram grande parte da beleza do seu projecto original, modificando o seu enquadramento, fazendo construir 2 "barracões" junto à igreja, para os aposentos e salão de festas, e principalmente adulterando a disposição interior do altar-mor, que ficava não onde está hoje junto a uma das paredes, mas no centro da igreja, directamente debaixo da cúpula, onde o efeito da luz ao longo do dia era mágico, refletindo-se imponentemente no chão de mármore branco que também foi trocado por ladrilhos castanhos. Ou seja, nas cerimónias os crentes ficariam sentados todos em círculo à volta do altar-mor, iluminado pelos vitrais coloridos da cúpula que se reflectiam em todo o templo, o que é conceptualmente muito mais belo e dinâmico que o que acabou por ser imposto pelos padres no fim. Tudo isto o desgostou profundamente e fez com que cortasse relações com a congregação.
Veio a falecer de doença maligna em 1972 com 51 anos de idade.

## Principais projectos
- - Projecto tipo de estação de serviço, difundido em Portugal continental e colónias.
  - Campo Militar de Santa Margarida,
  - Conjunto de prédios da Avenida do Brasil, Lisboa,
  - Barragem de Cambambe, Angola,
  - Igreja do Sagrado Coração de Jesus do Chibuto, Moçambique,
  - Plano de urbanização do Centro Cívico do bairro residencial da Manga, Beira, Moçambique
  - Edifício Sede das Associações Económicas de Moçambique em Lourenço Marques em parceria com Alberto Soeiro
  - Edifício TAP (Montepio de Moçambique), Lourenço Marques, em parceria com Alberto Soeiro.
  - Igreja da Polana, Lourenço Marques, Moçambique.[1]